# Zaatari
Zaatari (auch Saatari, arabisch مخيم الزعتري, DMG Muḫayyam az-Zaʿtarī) ist ein Flüchtlingslager im Norden Jordaniens, etwa 10 km östlich von Mafraq und sechs Kilometer südlich der syrischen Grenze. 
Es wurde im Juli 2012 gegründet und hat sich seither zu einer festen Siedlung entwickelt. Zaatari steht unter der gemeinsamen Verwaltung des Syrischen Flüchtlingsangelegenheiten-Direktorats (SRAD) und UNHCR.

## Geschichte
Seit Juli 2012 finden dort Menschen Zuflucht vor dem Bürgerkrieg in Syrien. Das Lager wuchs rasant. Ende August 2012 befanden sich schon 14.500 Flüchtlinge in Zaatari, damit waren alle aufgestellten Zelte belegt. Neben der jordanischen Regierung waren bereits in dieser frühen Phase UNHCR, die Jordanian Hashemite Charity Organization und internationale Hilfsorganisationen im Lager tätig.
Im August und September kam es zu Protesten von Flüchtlingen gegen die „schlechten Lebensbedingungen“. Bei anschließenden Unruhen wurden Sicherheitskräfte verletzt, Büros und ein Feldspital angegriffen. Sicherheitskräfte setzten Tränengas ein. Im Oktober 2012 wurde das Personal aus dem Lager aus Sicherheitsbedenken evakuiert.

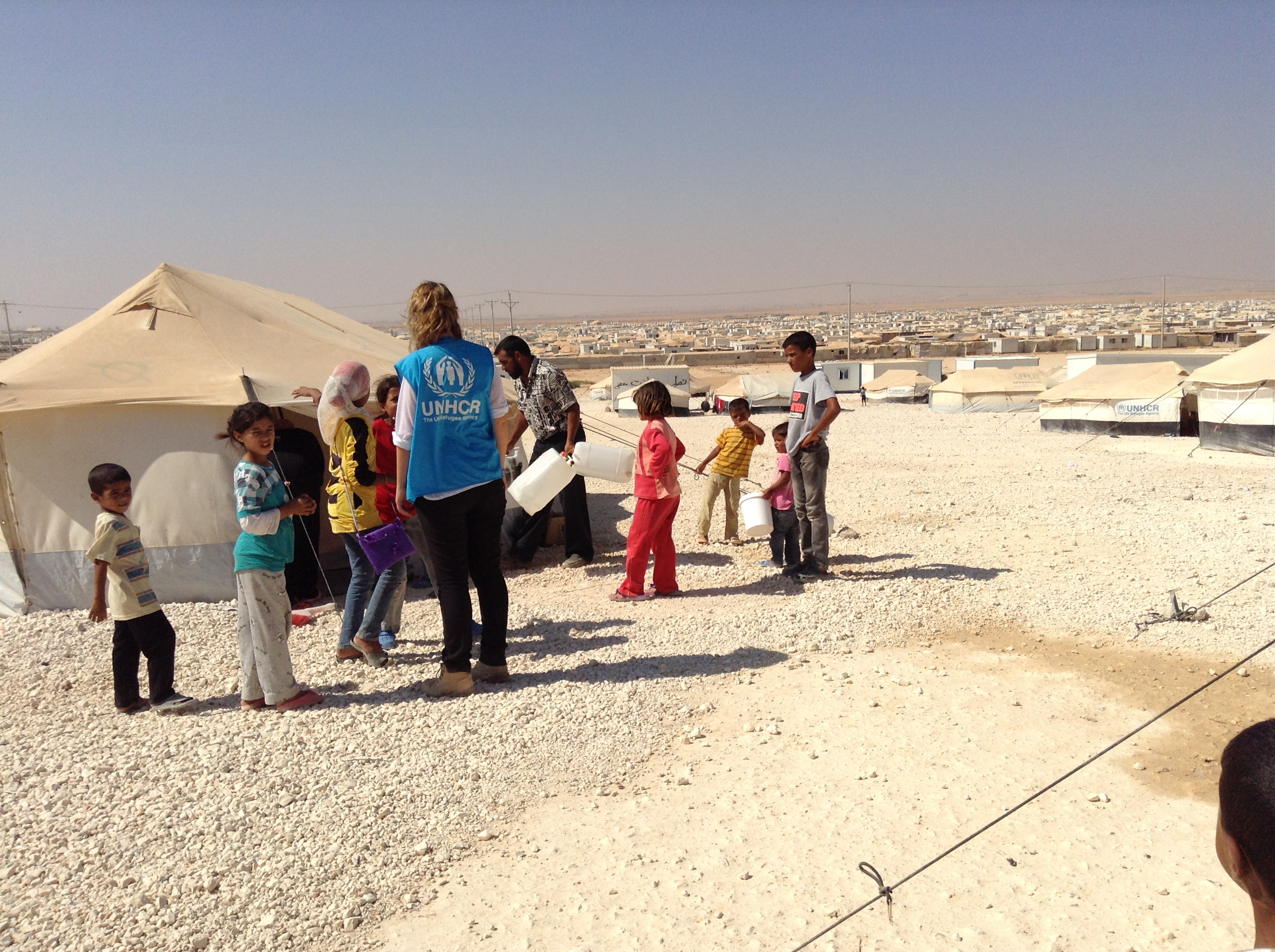
Flüchtlinge und eine UNHCR-Mitarbeiterin vor einem Zelt in Zaatari, 2013

In der Folge fungierten von den Bewohnern gewählte Lagerräte als Mediatoren zwischen den Flüchtlingen und den jordanischen sowie UN-Beamten. Die Lagerräte verhinderten weitere Gewalt durch das gezielte Ausschließen alleinstehender männlicher Neuankömmlinge von großen Versammlungen und organisierten friedliche Demonstrationen. So versperrten Anfang November 2012  rund 50 Bewohner die Zufahrtsstraße mit einem Sit-in, um gegen die Umstellung der Lebensmittelrationen von abgepackten Mahlzeiten auf getrocknetes Vorgekochtes zu protestieren.
Mit Jahreswechsel 2012/2013 befanden sich 65.000 Personen im Lager. Durch das Winterwetter kam es zu Überschwemmungen, ein Zelt stürzte ein. Im März 2013 startete die syrische Armee eine Offensive in Südsyrien, durch die deutlich mehr Flüchtlinge nach Jordanien kamen. Mitte 2013 waren 120.000 Personen in Zaatari untergebracht, die Hälfte davon Kinder. Zaatari war damit die viertgrößte Stadt Jordaniens geworden. Sie verfügte nun über drei Krankenhäuser sowie über Sammelpunkte für Schulkinder, damit diese nicht alleine durch das Camp bis zu den Schulen gehen mussten. Die im Sommer 2012 als Unterkünfte aufgestellten Zelte wurden schließlich 2013 durch Mobilheime ersetzt.
Im März 2013 bestellte UNHCR Kilian Kleinschmidt als Lagerleiter. In der Zwischenzeit hatten kriminelle Gruppen durch Schmuggel und den Verkauf illegal angezapfter Stromanschlüsse an Macht im Lager gewonnen. Dass Flüchtlinge teilweise die ihnen zugewiesenen Mobilheime an andere Stellplätze umsiedelten, machte es für Krankenwagen mitunter schwierig, die ausgewiesenen Straßen zu befahren, weil dort Häuser aufgestellt wurden.

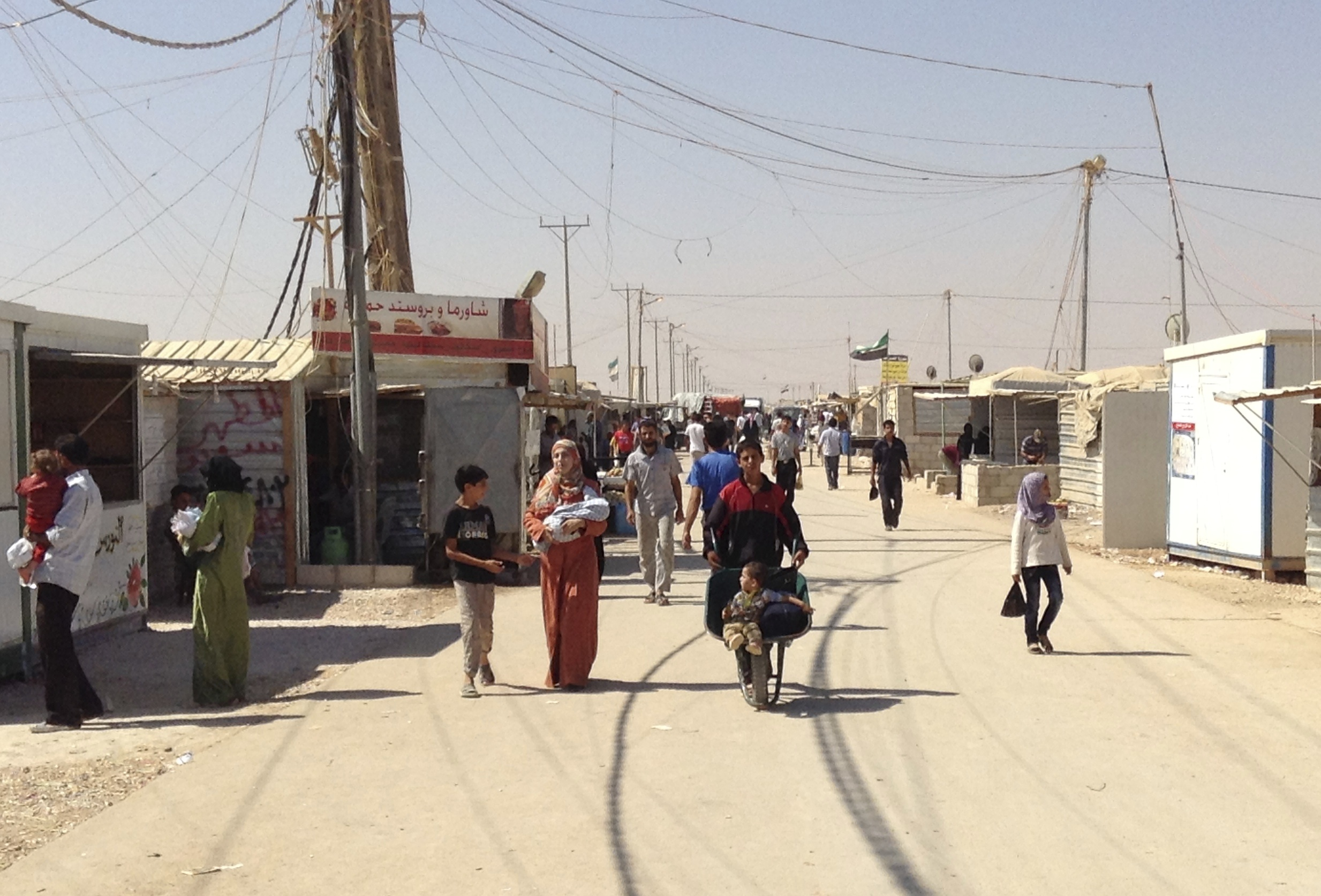
Die Hauptstraße von Zaatari, 2013

Eine seiner selbstgesetzten Aufgaben bestand darin, Bezirke festzulegen und Straßennamen zu vergeben, damit jeder Flüchtling eine eindeutige Adresse hat.
In Zaatari sind zahlreiche Hilfsorganisationen wie Ärzte ohne Grenzen tätig; Schulen wurden gebaut, ein Fußballplatz angelegt. Das deutsche Technische Hilfswerk kümmerte sich mit über 100 Mitarbeitern um Gemeinschaftsküchen, Abwasser und Toiletten.
Die Kosten des Flüchtlingslagers betrugen 2013 rund 500.000 US-Dollar am Tag.
Im April 2014 wurde das Flüchtlingslager Azraq eröffnet, und die Aufnahme neuer Flüchtlinge in Zaatari geschlossen. Im selben Monat starb ein Flüchtling im Zuge von gewalttätigen Auseinandersetzungen zwischen Lagerbewohnern und Sicherheitskräften. Im Juli 2014 porträtierte ein Artikel in den New York Times die ohne Genehmigungen entstandene Wirtschaft in Zaatari: Marktstände und Läden auf der „Champs-Élysées“ genannten Hauptstraße, die Schmuggelware verkauften, und Strommasten, die angezapften Strom transportierten. Das organisch gewachsene Bild aus Satellitenschüsseln, Wassertanks sowie aus Containern und Notunterkünften zusammengeschusterten Häusern entspräche dem aus Slums oder Favelas bekannten. Ein Pizzazustellservice hatte gar ein Adresssystem entwickelt, das die Lagerbeamten schließlich kopierten.
Im Februar 2014 eröffneten die beiden Supermärkte Tazweed und Safeway, in denen die Flüchtlinge seither mit Bons des World Food Program Lebensmittel einkaufen können. Sie ersetzen die zuvor praktizierte Ausgabe von standardisierten Lebensmittelpaketen.

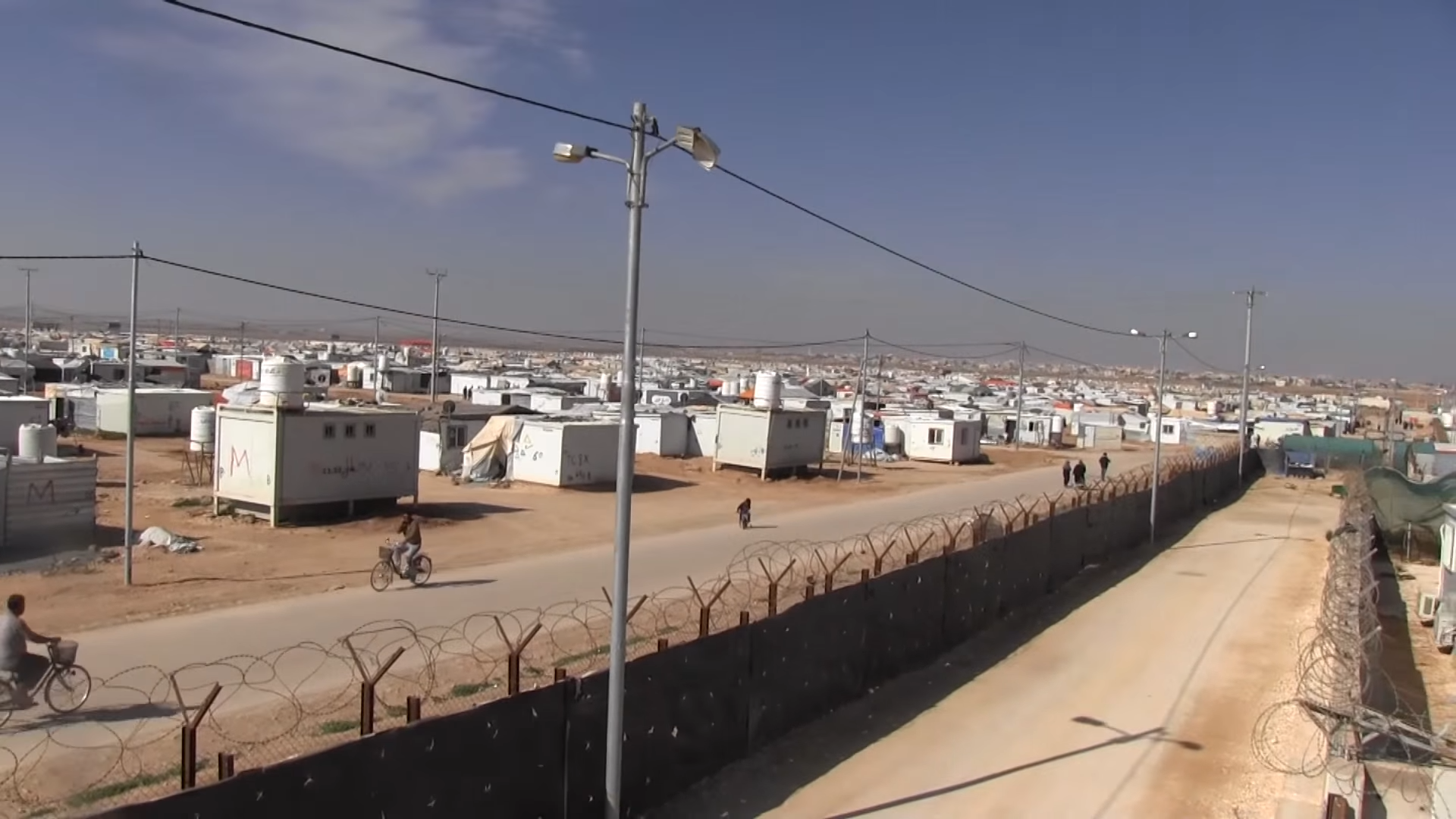
Das Lager im Jahr 2016

Ende 2014 übernahm Hovig Etyemezian den Posten des Lagerleiters. Seit März 2015 liegt die Bevölkerungszahl von Zaatari relativ stabil bei etwa 80.000 Personen.
Oxfam, JEN und ACTED begannen 2015 mit dem Recycling von Müll. Jede Wohneinheit wurde mit einem separaten Mistkübel für recycelbaren Abfall ausgestattet. Für die Müllabfuhr und das Recyclingcenter wurden syrische Flüchtlinge und vulnerable Jordanier beschäftigt.
2016 befand sich ein Wasser- und Abwassernetz in Aufbau. Die Bewohner von Zaatari hatten in den Jahren davor begonnen, sich eigene Küchen und Toiletten mit Wassertanks zu bauen, statt die Gemeinschaftsküchen und -toiletten zu nutzen. Durch den Anschluss der Häuser an ein Wassernetz wurde auch der zuvor praktizierte Transport von Wasser mit Lastwagen aus den Nachbargemeinden in das Lager großteils hinfällig.
Ab 2017 erlaubte Jordanien auch jenen syrischen Flüchtlingen, die in einem Flüchtlingslager leben, Arbeitsgenehmigungen für den städtischen Raum zu beantragen. Im August eröffnete das erste jordanische Jobcenter in Zaatari.
Am 13. November 2017 wurde die größte jemals in einem Flüchtlingslager errichtete Solaranlage in Betrieb genommen. Die Photovoltaikanlage wurde von der deutschen Regierung über die KfW mit 15 Millionen Euro finanziert. Sie versorgt die Familien täglich zwischen 12 und 14 Stunden mit Strom – länger als zuvor.
Schätzungen zufolge hatte das Lager im Jahr 2022 rund 80.434 Bewohner. Von 2012 bis 2022 wurden über 22.000 Geburten in Zaatari verzeichnet.